# Model t-J

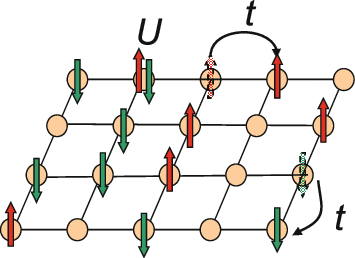
Model Hubbard 2D. El model t-J és el model de Hubbard per a U >> t

En física de l'estat sòlid, el model t-J és un model derivat per primera vegada l'any 1977 del model Hubbard de Józef Spałek per explicar les propietats antiferromagnètiques dels aïllants de Mott i tenint en compte els resultats experimentals sobre la força de repulsió d'electró-electró en aquests materials. El model considera els materials com una xarxa amb àtoms en els nusos (llocs) i només un o dos electrons externs que es mouen entre ells (no es tenen en compte els electrons interns), com en el model bàsic de Hubbard. Aquesta diferència està en suposar que els electrons estan fortament correlacionats, això significa que els electrons són molt sensibles a la repulsió coulombica recíproca i, per tant, estan més restringits per evitar ocupar els llocs de la gelosia ja ocupats per un altre electró. En el model bàsic de Hubbard, la repulsió, indicada amb U, pot ser petita i també nul·la, i els electrons són més lliures de saltar (salt, parametritzat per t com a transferència o túnel) d'un lloc a un altre. En el model t-J, en comptes de U, hi ha el paràmetre J, funció de la relació t / U, per tant el nom.
S'utilitza com a possible model per explicar la superconductivitat a alta temperatura en antiferroimants dopats, en la hipòtesi d'un fort acoblament entre electrons.

## El Hamiltonià
En física quàntica, els models de sistemes solen basar-se en l'operador hamiltonià {\displaystyle {\hat {H}}}, corresponent a l'energia total d'aquest sistema, que inclou tant l'energia cinètica com l'energia potencial.
El t - J Hamiltonià es pot derivar de la {\displaystyle {\hat {H}}} del model de Hubbard utilitzant la transformació de Schrieffer–Wolff, amb el generador de transformació depenent de t / U i excloent la possibilitat que els electrons ocupin doblement el lloc d'una gelosia, que resulta en:
{\displaystyle {\hat {H}}=-t\sum _{\langle ij\rangle ,\sigma }\left(c_{i\sigma }^{\dagger }c_{j\sigma }+\mathrm {h.c.} \right)+J\sum _{\langle ij\rangle }\left(\mathbf {S} _{i}\cdot \mathbf {S} _{j}-{\frac {n_{i}n_{j}}{4}}\right)+O(t^{3}/U^{2})}
on el terme en t correspon a l'energia cinètica i és igual a la del model de Hubbard. La segona és l'energia potencial aproximada en segon ordre, perquè es tracta d'una aproximació del model de Hubbard en el límit U >> t desenvolupat en potència de t. Es poden afegir termes d'ordre superior.
Els paràmetres són:
- Σ⟨ij⟩ és la suma dels llocs més propers i i j, per a tots els llocs, normalment en una xarxa quadrada bidimensional,
- c†iσ, ciσ són els operadors fermiònics de creació i aniquilació al lloc i,
- σ és la polarització de spin,
- t és la integral de salt,
- J és l'acoblament d'intercanvi antiferromagnètic, J = 4t2U,
- U és la repulsió coulombica in situ, que ha de complir la condició per a U >> t,
- ni = Σσc†i σci σ és el nombre de partícules al lloc i i pot ser com a màxim 1, de manera que es prohibeix l'ocupació doble (en el model de Hubbard és possible),
- Si i Sj són els girs als llocs i i j,
- h. c. significa conjugat hermitià,

Si n i = 1, és a dir, quan a l'estat fonamental, només hi ha un electró per lloc de la gelosia (a la meitat d'ompliment), el model es redueix al model de Heisenberg i l'estat fonamental reprodueix un antiferroimant dielèctric (aïllant de Mott).
El model es pot ampliar encara més considerant també els llocs propers més propers i el potencial químic per establir l'estat fonamental en funció del nombre total de partícules:
{\displaystyle {\mathcal {\hat {H}}}=t_{1}\sum \limits _{\langle i,j\rangle }\left(c_{i\sigma }^{\dagger }c_{j\sigma }+\mathrm {h.c.} \right)\ +\ t_{2}\sum \limits _{\langle \langle i,j\rangle \rangle }\left(c_{i\sigma }^{\dagger }c_{j\sigma }+\mathrm {h.c.} \right)\ +\ J\sum \limits _{\langle i,j\rangle }\left(\mathbf {S} _{i}\cdot \mathbf {S} _{j}-{\frac {n_{i}n_{j}}{4}}\right)-\ \mu \sum \limits _{i}n_{i},}
on ⟨... ⟩ i ⟨⟨... ⟩⟩ denoten els veïns més propers i més propers, respectivament, amb dos valors diferents per a la integral de salt (t1 i t2) i μ és el potencial químic.